# Würenlos
Würenlos (toponimo tedesco) è un comune svizzero di 6 388 abitanti del Canton Argovia, nel distretto di Baden.

## Geografia fisica
Dal 2008 il territorio di Würenlos comprende anche il priorato di Fahr, exclave nel Canton Zurigo.

## Storia
Nel 1900 ha inglobato i comuni soppressi di Kempfhof e Oetlikon.

## Monumenti e luoghi d'interesse

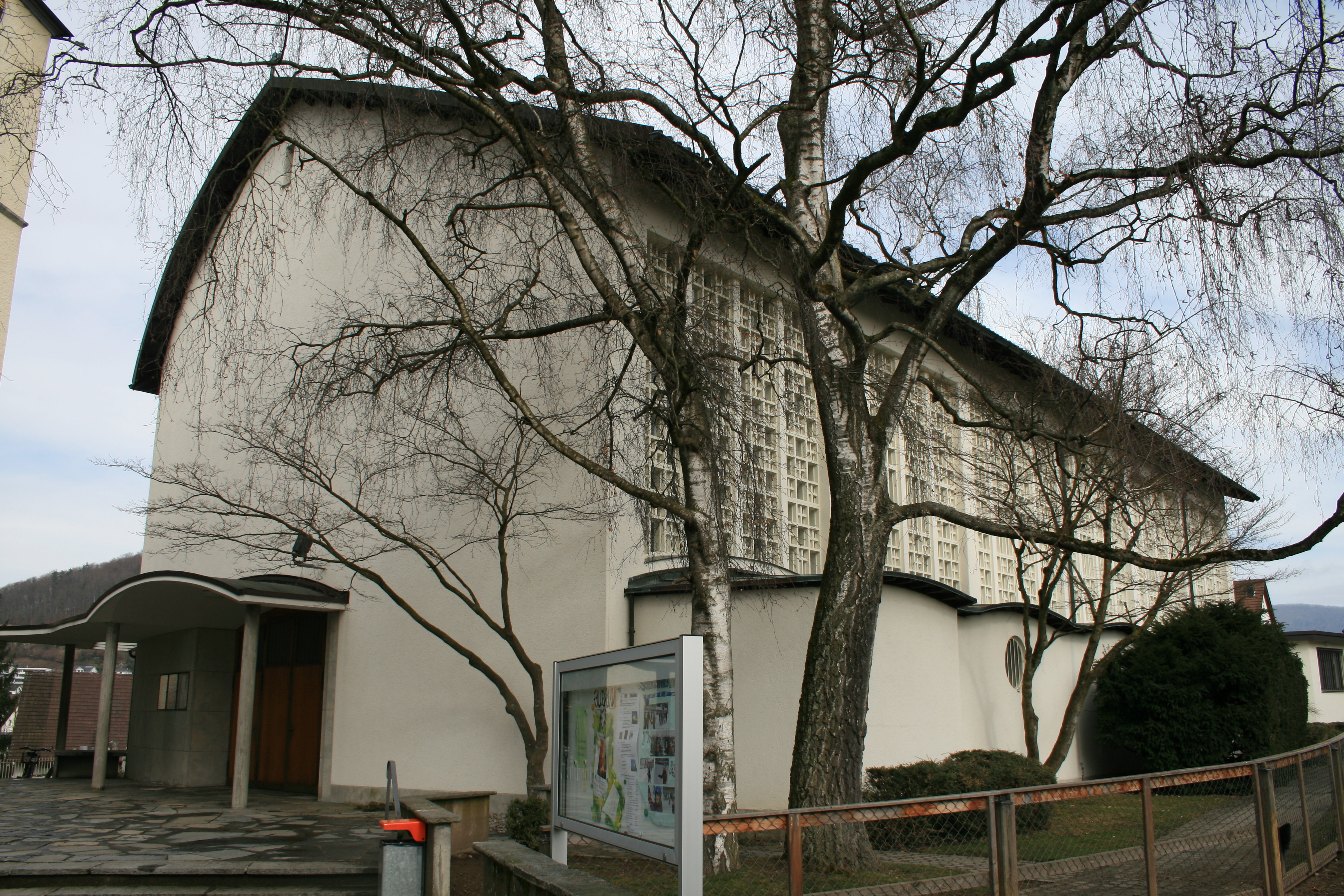
La chiesa cattolica

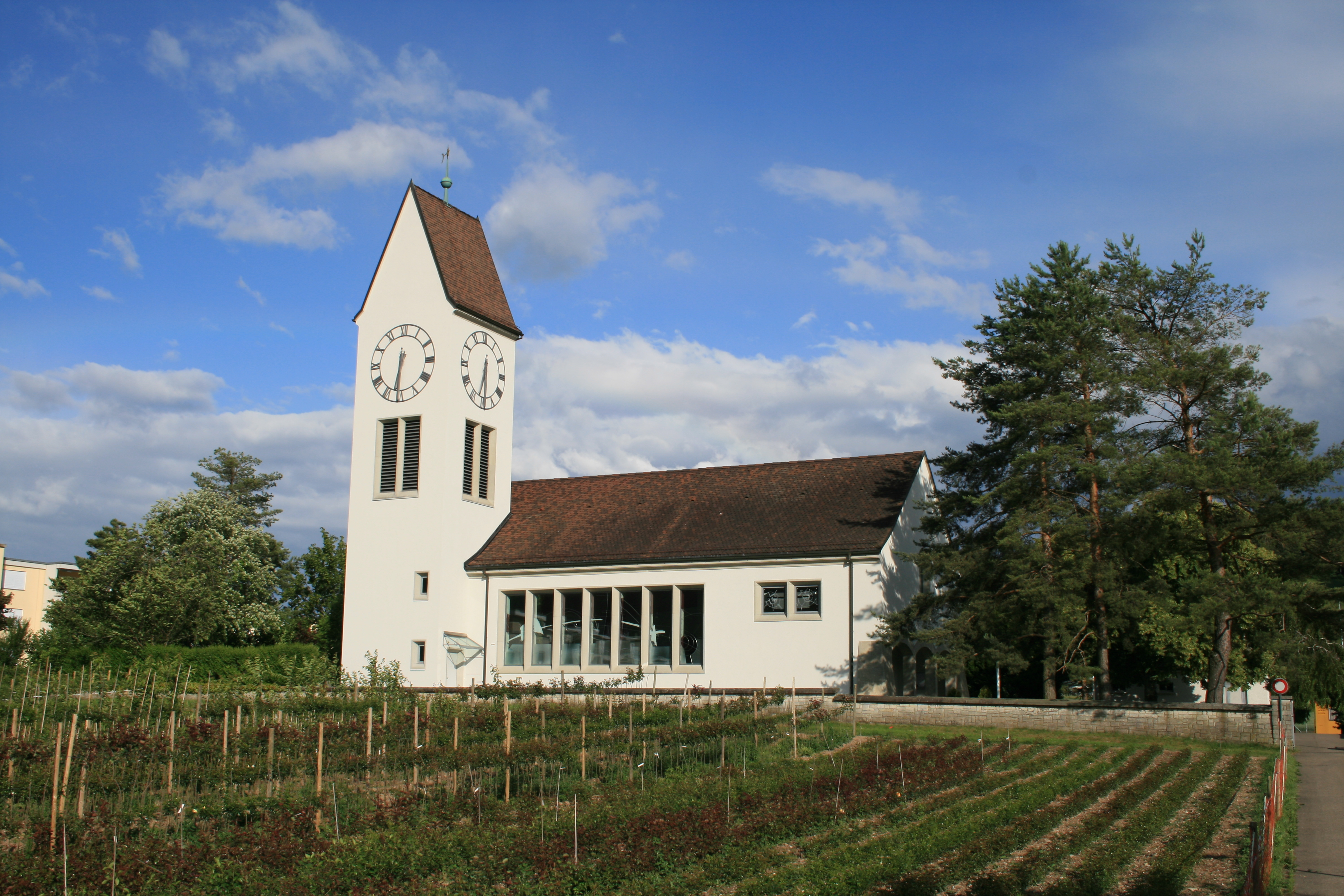
La chiesa riformata

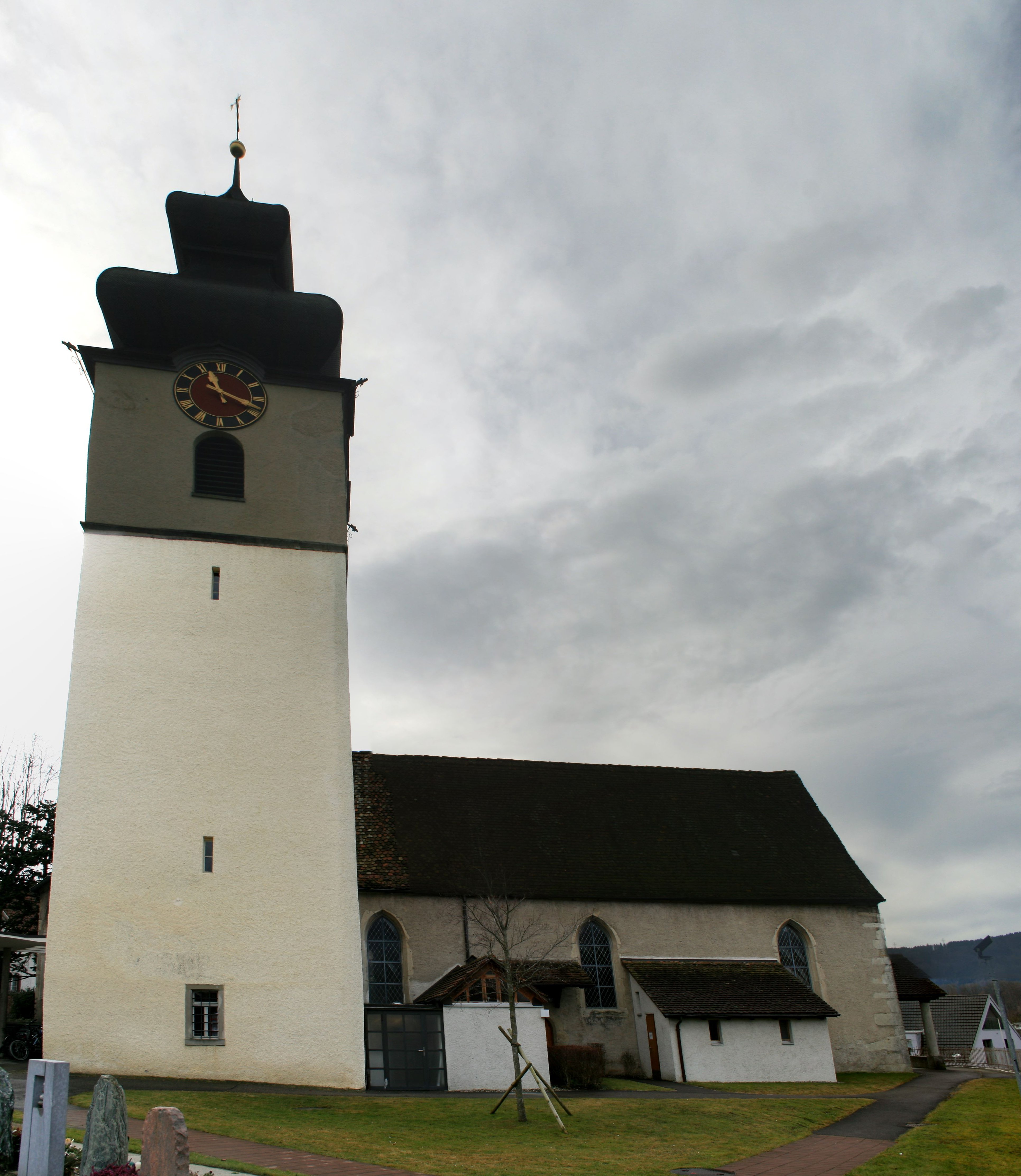
La chiesa paritaria dei Santi Maria e Antonio

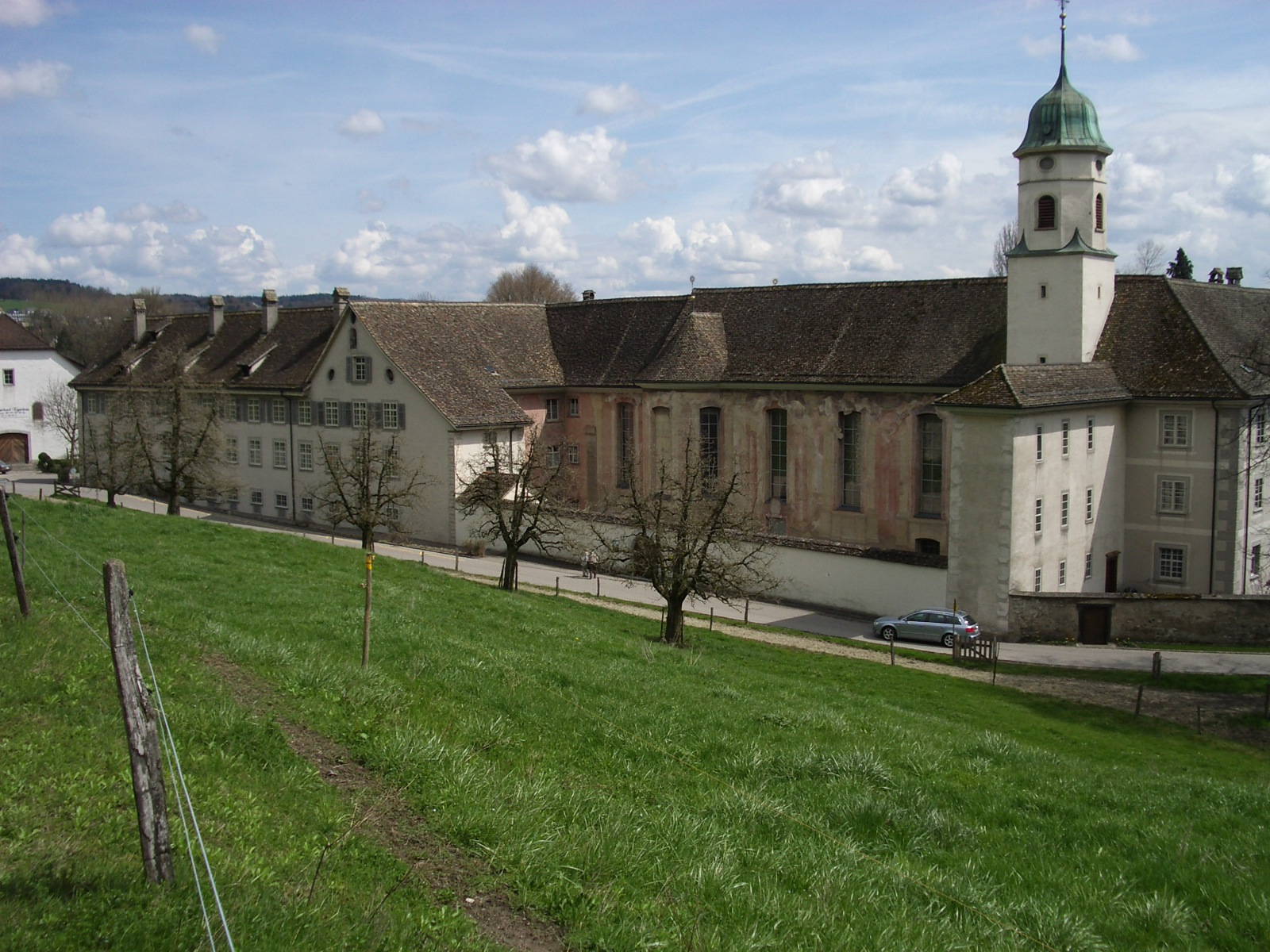
Il priorato di Fahr

- Chiesa cattolica, eretta nel 1937[1];
- Chiesa riformata, eretta nel 1937[1];
- Chiesa paritaria dei Santi Maria e Antonio, ricostruita nel XVI secolo[1];
- Priorato di Fahr, fondato nel 1130[2].

## Società

### Evoluzione demografica
L'evoluzione demografica è riportata nella seguente tabella:
Abitanti censiti

## Infrastrutture e trasporti
Würenlos è servito dall'omonima stazione sulla ferrovia Wettingen-Effretikon (linea S6 della rete celere di Zurigo).

## Amministrazione
Ogni famiglia originaria del luogo fa parte del cosiddetto comune patriziale e ha la responsabilità della manutenzione di ogni bene ricadente all'interno dei confini del comune.